# النضر بن سعيد
النضر بن سعيد بن عمرو الحرشي السعدي الهوازني سيد هوازن وقائد أموي وأحد سادة البصرة وأحد رجالات بني حرش من بني سعد .

## ولادته
ولد في البصرة عام 85 عندما كان أبوه سعيد قائد للجيش البصري.

## حروبه

### مع الخوارج
أرسله محمد بن جرير البجلي إلى شوذب بسطان اليشكري البكري سيد الخوارج فتمكن منه النضر وضربه بسيفه وقتله في صحراء الحيرة .

### مع الشيعة
كلف هشام واليه على العراق بالقضاء على الزيدية فأرسله عمر بن هبيرة مع جموع من هوازن وثقيف وغطفان وتمكنوا من قتل بعض أصحاب زيد بن الحسين مؤسس ثورة الزيدية.

### معالخزر
أرسله أشرس السلمي هو وإسحاق العقيلي إلى بلاد اللان فتمكنا من قتل الخزر اليهود.

### مع عبد الله بن عمر بن عبد العزيز
أرسله مروان بن محمد إلى عبد الله بن عمر بن عبد العزيز في العراق وأصبحت ما يقرب إلى المناوشات والمقاتلات وعندما أتى خبر العباسيين ذهب النضر إلى دمشق ضد العباسيين .

## مقتله
قتله سليمان بن كثير الخزاعي بإيعاز من أبي العباس السفاح العباسي بعد أن إتهمه بالوثنية ودعى النضر على سليمان بأن يقتل وبالفعل إتهم أبو مسلم الخراساني كثير بالزرادشتية وقتله.